# Monte Cuccuruddu
Il monte Cuccuruddu è un antico vulcano ubicato nel territorio del comune di Cheremule nella città metropolitana di Sassari e alto 676 m s.l.m..

## Descrizione

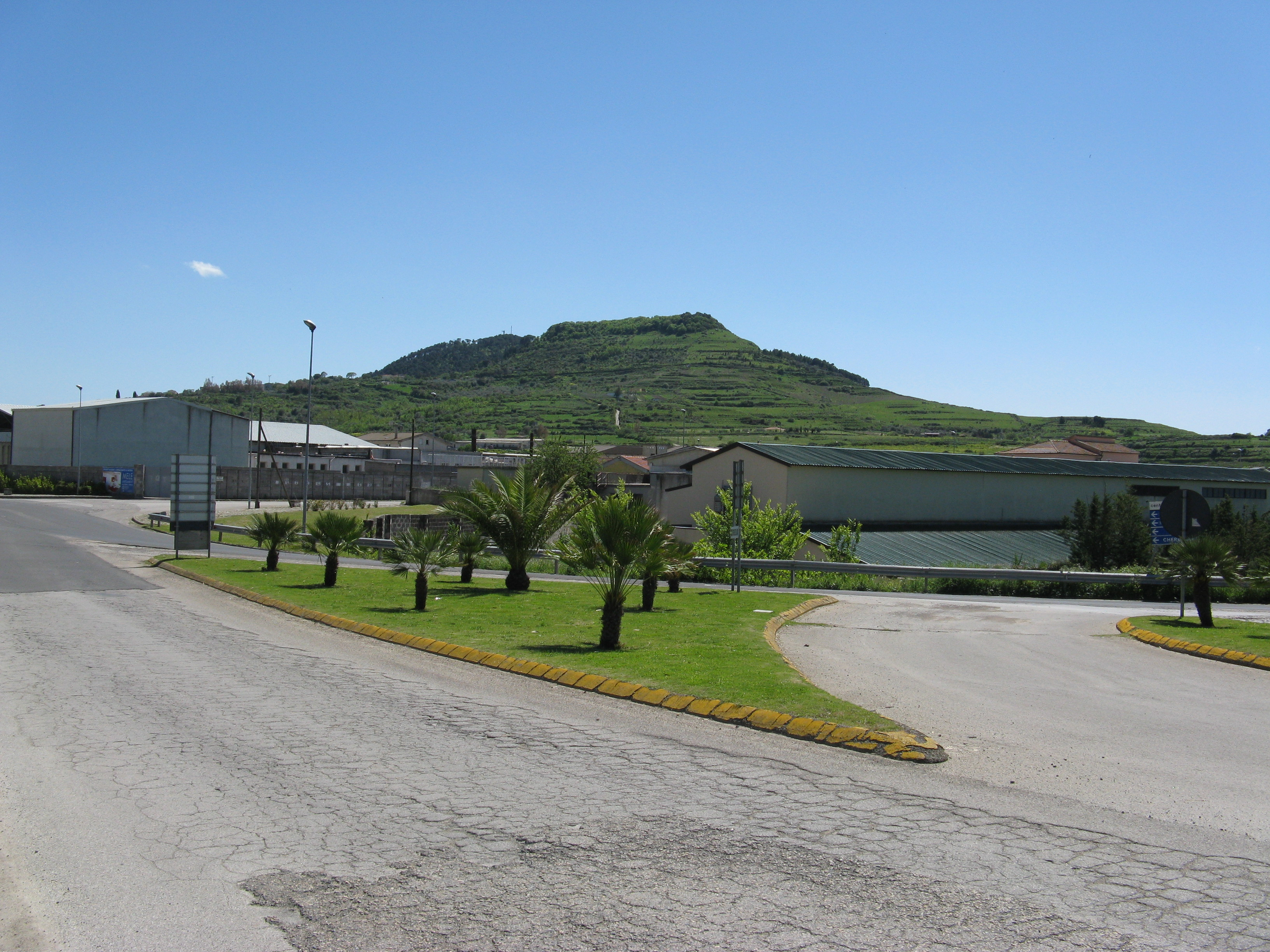
Vista da Thiesi

La montagna porta i segni di molti anni di estrazione della cheremulite. Attualmente l'attività estrattiva è ferma e la località è meta di passeggiate tra il folto bosco, con un sentiero attrezzato che porta fino alla cima dove grazie ad un belvedere si può godere di una bella vista panoramica.

## Archeologia
La necropoli di Moseddu è un sito archeologico situato alle pendici del monte. È formata da diciotto tombe ipogeiche del tipo a domus de janas con sviluppo planimetrico semplice, mono o bicellulare.